# 에넥스
에넥스(Enex Co. Ltd.)는 1971년 설립된 대한민국의 가구, 주방용품 기업이다. 설립 당시의 이름은 서일공업사이다. 1976년 오리표씽크 상호를 바꿨다가, 1985년 오리표를 거쳐, 1992년 에넥스(Enex)로 변경되었다.
2022년 기준으로 매출액 2059억 6천만원, 순이익은 234억 7천만원이다.

## 같이 보기
- 한샘